# Cheuang Sombounkhanh
Cheuang Sombounkhanh (2 mai 1953-17 mai 2014) est un homme politique laotien et un membre du secrétariat et du comité central du parti révolutionnaire populaire lao. Il a été ministre au cabinet du Premier ministre du 8 juillet 2006 au 17 mai 2014.
Le 17 mai 2014, Cheuang Sombounkhanh meurt lorsque l'avion dans lequel il voyageait s'est écrasé dans le nord du Laos. Cheuang Sombounkhanh se rendait dans la province de Xieng khoang pour assister à une cérémonie célébrant le 55e anniversaire de la deuxième division de l'armée populaire lao.